# کپسول چربی کلیه
کپسول چربی کلیوی (به انگلیسی: Adipose Capsule of Kidney) ساختاری میان لایهٔ فاسیای کلیوی و کپسول کلیوی است و ممکن است به عنوان قسمت‌های عقب‌تر کلیه در نظر گرفته شود. کپسول چربی کلیوی با بافت چربی کلیوی و چربی‌های شبه نفرونی (به انگلیسی: paranephric fat) که مربوط به لایهٔ فاسیای کلیوی هستند متفاوت اند.